# Louis de Castelnau
Louis de Castelnau de Saint-Aulaire,  mort en 1549, est un prélat français, évêque de Tarbes au XVIe siècle. Il est fils de Louis, seigneur de Castelnau, et Susanne de Gramont, et le frère d'Antoine de Castelnau, son prédécesseur comme évêque de Tarbes.

## Biographie
Louis est nommé évêque de Tarbes en 1540 en succession de son frère qui avait lui-même succédé à leur oncle le Cardinal Gabriel de Gramont grâce à l'influence de la famille de Grammont qui considère l'évêché comme une partie intégrante de son patrimoine. Il succède également à son frère dans son abbaye de Divielle et accueille Marguerite de Navarre qui vient finir ses jours dans son manoir d'Odos.